# Туровка (Ленинградская область)
Туровка — деревня в Толмачёвском городском поселении Лужского района Ленинградской области.

## История
Согласно топографической карте 1926 года, деревня Туровка состояла из 7 крестьянских дворов.

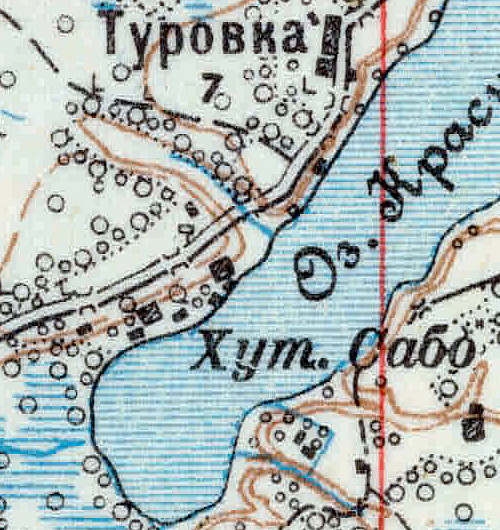
Деревня Туровка на карте 1926 года

По данным 1933 года деревня Туровка в составе Лужского района, не значилась.
Деревня была освобождена от немецко-фашистских оккупантов 9 февраля 1944 года.
По данным 1966 и 1973 годов деревня Туровка входила в состав Красногорского сельсовета.
По данным 1990 года деревня Туровка входила в состав Толмачёвского сельсовета.
В 1997 году в деревне Туровка Толмачёвской волости проживали 4 человека, в 2002 году — 8 человек (русские — 75 %).
В 2007 году в деревне Туровка Толмачёвского ГП проживали 3 человека.

## География
Деревня расположена в северной части района на автодороге 41А-186 (Толмачёво — автодорога «Нарва»).
Расстояние до административного центра поселения — 31 км.
Расстояние до ближайшей железнодорожной станции Толмачёво — 26 км. 
Деревня находится на северном берегу Красногорского озера.

## Демография
| 1997 | 2007 | 2010 | 2017 |
| ---- | ---- | ---- | ---- |
| 4    | ↘3   | ↗22  | ↘7   |

## Улицы
1-й проезд, 2-й проезд, 3-й проезд, 4-й проезд, Малая, Новая, Озёрная, Старая, Туровская.